# Alaska Army National Guard
L'Alaska Army National Guard è una componente della Riserva militare della Alaska National Guard, inquadrata sotto la U.S. National Guard. Il suo quartier generale è situato presso la città di Juneau.

## Organizzazione
Attualmente, al 2024, sono attivi i seguenti reparti :

### Joint Forces Headquarters
- JFHQ, Army Element
- Medical Detachment
- Recruiting & Retention Battalion

## 297th Regional Support Group
- Headquarters & Headquarters Company - Camp Denali, Anchorage
- 910th Engineer Support Company
- 297th Military Police Detachment
- 208th Engineer Team (Construction Management)
- 134th Public Affairs Detachment
- 49th Personnel Detachment (Theater Gateway)

## 207th Aviation Troop Command
- Headquarters and Headquarters Company
- Aviation Support Facility #1 - Bryant AHP, Fort Richardson
- Aviation Support Facility #2 - Joint Base Elmendorf-Richardson
- Company A (CAC), 1st Battalion, 168th Aviation Regiment (GSAB) - Equipaggiato con 8 UH-60L 
  - Detachment, Company D
  - Detachment, Company E
- Detachment 1, Company B (-) (Heavy Lift), 2nd Battalion, 211th Aviation Regiment (GSAB) - Equipaggiato con 6 CH-47F
- Detachment 2, Company G (-) (MEDEVAC), 2nd Battalion, 211th Aviation Regiment (GSAB) - Equipaggiato con 5 HH-60L
- Detachment 2, Company C (-), 3rd Battalion, 140th Aviation Regiment (S&S) - Equipaggiato con 2 UH-72A
- Company C (-), 2nd Battalion, 641st Aviation Regiment - Joint Base Elmendorf-Richardson - Equipaggiato con 1 C-12U
- Detachment 54, Operational Airlift Support Command
- Detachment 3, Company B (-), 777th Aviation Support Battalion

## 38th Troop Command
- Headquarters and Headquarters Company
- 103rd Civil Support Team (WMD)
- 1959th Contingency Contracting Team
- 1st Battalion, 297th Infantry Regiment - Sotto il controllo operativo della 29th Infantry Combat Brigade Team, Hawaii Army National Guard
  -  Headquarters & Headquarters Company - Joint Base Elmendorf-Richardson
  -  Company A
  -  Company B
  - Company C - Wyoming Army National Guard
  - Company D (Weapons) - Wyoming Army National Guard
  -  Company I, 29th Brigade Support Battalion
- 49th Missile Defense Battalion - Sotto il controllo operativo della 100th Missile Defense Brigade, Colorado Army National Guard
  -  Headquarters & Headquarters Battery - Fort Greely
  -  Battery A - Equipaggiata con missili intercettori dotati di Exo-Atmospheric Kill Vehicle (EKV)